# Gaur
Gaurul (Bos gaurus), numit și bizon indian, este cea mai mare bovină existentă, originară din Asia de Sud și  Asia de Sud-Est. Părul său este brun-închis, iar partea inferioară a membrelor este albă. Astăzi mai trăiește numai în câteva regiuni montane din sud-estul Asiei.
Gaurul este un mamifer din familia bovinelor, lung de 3 m, având 1,85 m înălțime la greabăn, coarne lungi, păr scurt și des, brun-roșcat. Trăiește în nordul Indiei și în Birmania.

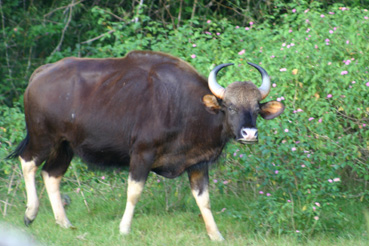
Bos gaurus